# Singing Ringing Tree
El Singing Ringing Tree es una escultura sonora construida en 2006 que se asemeja a un árbol. Se encuentra en el condado de Lancashire, Inglaterra.
La obra es parte de una serie de cuatro esculturas creadas por el Panopticons arts and regeneration project del ELEAN, East Lancashire Environmental Arts Network. La intención del proyecto era crear una serie de monumentos que hicieran referencia al progreso en Lancashire y al renacimiento de la zona.
Fue diseñado por los arquitectos Mike Tonkin y Anna Liu. La construcción tiene una altura de 3 metros y está hecha con tubos de acero galvanizado, con los cuales aprovecha la energía del viento para producir sonidos. Algunos de los tubos son meramente estéticos, mientras que otros son especiales para producir sonido.
En 2007 ganó el premio a la excelencia arquitectónica del Real Instituto de Arquitectos Británicos.